# Coffee Vision (entreprise)
Pour les articles homonymes, voir CVI.

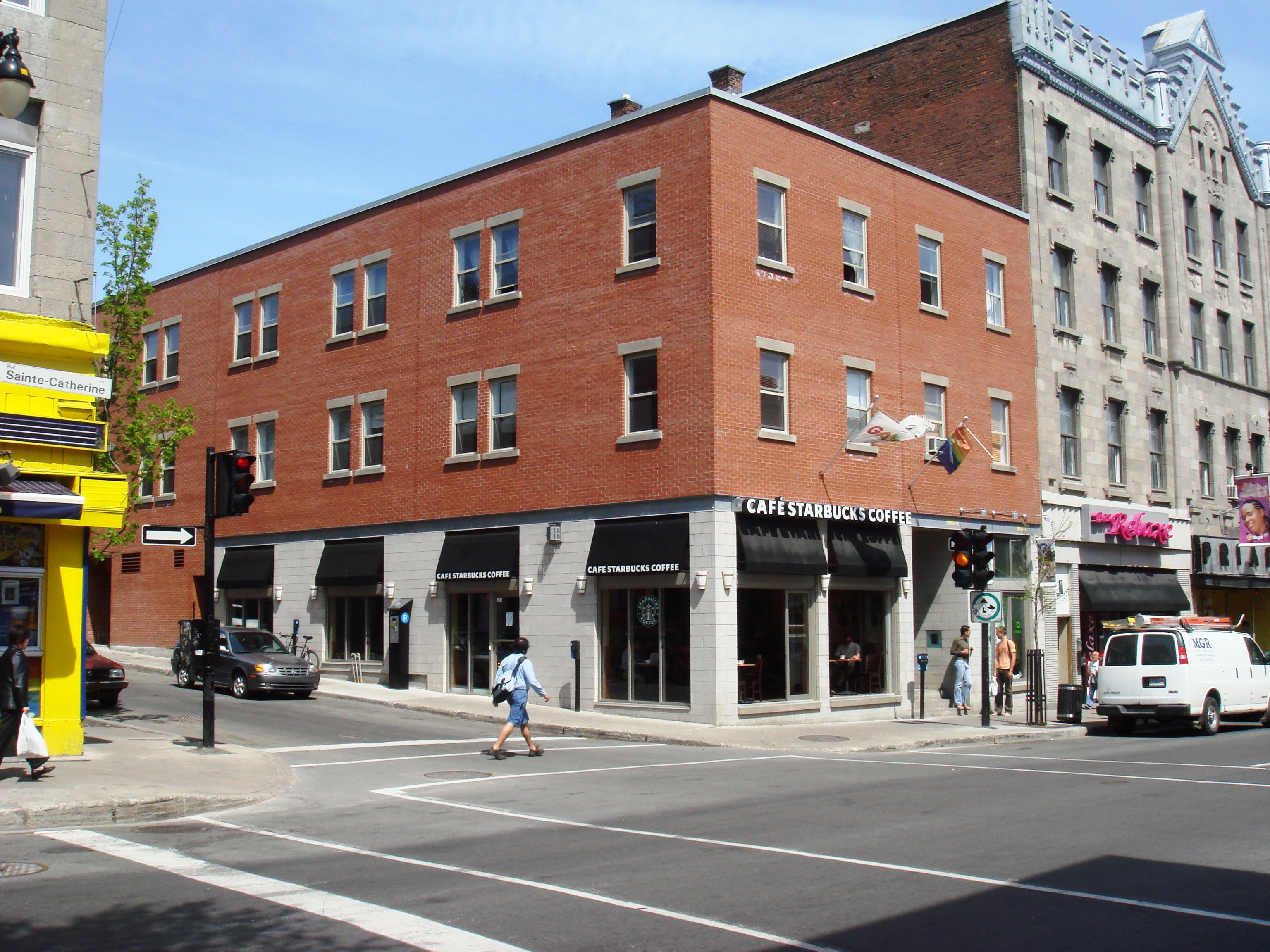
Un détaillant CVI - Starbucks à Montréal

Coffee Vision, Inc (CVI) est le nom d'une entreprise ayant opéré les détaillants Starbucks au Québec, notamment à Montréal, et ceux dans les provinces maritimes sous le nom Coffee Vision Atlantic Inc jusqu'en 2008. Les seules exceptions sont les cafés qui se trouvent dans les librairies Chapters, celui qui se trouve dans la jetée transfrontalière (destinations américaines, après le prédédouanement) à l'aéroport Dorval, et celui au niveau départ de l'aéroport de Halifax en N-É (ces deux derniers sont opérés par HMS Host) . Avant le rachat, les cafés CVI-Starbucks manquaient certains produits qui sont vendus par les cafés de style américain ailleurs au Canada qui appartiennent à Starbucks Coffee Canada. Encore maintenant, la sélection de produit, quoi que grossièrement harmonisée, demeure différente notamment en ce qui a trait au choix des pâtisseries. De plus, les cafés CVI-Starbucks ne vendent pas le café glacé pendant l'hiver et n'acceptaient pas les cartes American Express avant novembre 2006.

## Formats
Les termes utilisés pour les formats de contenants aux Starbucks de la belle province sont uniques. En comparaison avec les États-Unis, toutes les tailles au Québec sont en italien, les détaillants n'utilisant pas de mots français, à l'inverse de la France.
| Québec  | France | États-Unis | Volume                    | Boissons glacées  |
| ------- | ------ | ---------- | ------------------------- | ----------------- |
| Piccolo | Petit  | Short      | 8 onces liquides (236 ml) | 8 onces (236 ml)  |
| Mezzo   | Moyen  | Tall       | 12 onces (354 ml)         | 12 onces (354 ml) |
| Grande  | Grand  | Grande     | 16 onces (473 ml)         | 16 onces (473 ml) |
| Venti   | Venti  | Venti      | 20 onces (591 ml)         | 24 onces (710 ml) |